# Stray (trò chơi điện tử)
Stray là một trò chơi video phiêu lưu năm 2022 được phát triển bởi BlueTwelve Studio và được xuất bản bởi Annapurna Interactive. Cốt truyện game kể về một con mèo đi lạc trong một thành phố đầy rẫy robot, máy móc và vi khuẩn đột biến. Nhân vật chính bắt đầu quay trở lại vùng đất bên ngoài với sự giúp đỡ của một người bạn đồng hành không người lái tên là B-12. Dưới góc nhìn thứ ba, người chơi di chuyển bằng cách nhảy qua các nền tảng và leo lên các chướng ngại vật, đồng thời có thể tương tác với môi trường xung quanh để mở ra những con đường mới. Sử dụng B-12, người chơi có thể lưu trữ các vật phẩm được tìm thấy trong khi chơi và để giải các câu đố theo cốt truyện. Trong suốt trò chơi, người chơi phải trốn tránh khỏi mối nguy hiểm Zurks và Sentinels cố gắng giết họ.
Quá trình phát triển bắt đầu từ năm 2015, được dẫn dắt bởi những người sáng lập BlueTwelve Studio là Colas Koola và Vivien Mermet-Guyenet, những người muốn theo đuổi một dự án độc lập sau khi làm việc tại Ubisoft Montpellier. Họ hợp tác với Annapurna Interactive để phát hành trò chơi, được biết đến với tên gọi HK Project. Bối cảnh Stray được lấy cảm hứng từ Cửu Long Trại Thành, một nơi mà đội ngũ phát triển cho rằng lý tưởng để một con mèo khám phá. Gameplay được lấy cảm hứng từ con mèo của nhà phát triển, Murtaugh và Riggs. Ngoài ra, nhóm đã nghiên cứu một số hình ảnh và video về mèo trên mạng để phục vụ quá trình phát triển. Họ nhận thấy rằng nhập vai vào một con mèo mở ra những cơ hội thú vị trong việc thiết kế cấp độ, mặc dù gặp phải những thách thức trong việc cân bằng giữa thiết kế và gameplay. Nhóm nghiên cứu đã quyết định đưa các nhân vật robot vào thế giới trong game, điều này có ảnh hưởng lớn đến sự phát triển của cốt truyện.
Stray được công bố vào năm 2020 và nhận được nhiều sự mong đợi. Sau một số chậm trễ, nó đã được phát hành vào ngày 19 tháng 7 năm 2022 trên nền tảng PlayStation 4, PlayStation 5 và Windows.